# 2022-es labdarúgó-világbajnokság-selejtező (CONCACAF – 1. forduló)
A 2022-es labdarúgó-világbajnokság észak- és közép-amerikai selejtezőjének 1. fordulóját 2021-ben játszották.

## Formátum
Összesen 30 csapat vett részt (a 6–35. helyen rangsoroltak). A csapatokat a 2020 júliusi világranglista alapján 6 darab ötcsapatos csoportba sorsolták. A csapatok egyszeri körmérkőzéses rendszerben mérkőztek meg egymással, mindegyik csapat kétszer játszott hazai pályán és idegenben. A csoportgyőztesek a második fordulóba jutottak.

## Kiemelés
A kiemelést a 2020. júliusi FIFA-világranglista alapján alakították ki, a helyezések az alábbi táblázatban zárójelben olvashatók. Az 1. kalapban lévő csapatok az A1–F1 pozíciókat kapták, a helyezésük szerinti sorrendben. A többi csapat a sorsolás szerint a betűrend szerinti első lehetséges csoportba került. A pozíciókat a kalap száma szerint kapták.
Mindhárom forduló sorsolását 2020. augusztus 19-én 19 órától tartották Zürichben.
| 1. kalap | 2. kalap | 3. kalap |
| --- | --- | --- |
| 1. Salvador (69.) 2. Kanada (73.) 3. Curaçao (80.) 4. Panama (81.) 5. Haiti (86.) 6. Trinidad és Tobago (105.)                         | 1. Antigua és Barbuda (126.) 2. Guatemala (130.) 3. Saint Kitts és Nevis (139.) 4. Suriname (141.) 5. Nicaragua (151.) 6. Dominikai Köztársaság (158.)             | 1. Grenada (159.) 2. Barbados (162.) 3. Guyana (166.) 4. Saint Vincent és a Grenadine-szigetek (167.) 5. Bermuda (168.) 6. Belize (170.) |
| 4. kalap | 5. kalap | |
| 1. Saint Lucia (176.) 2. Puerto Rico (178.) 3. Kuba (179.) 4. Montserrat (183.) 5. Dominikai Közösség (184.) 6. Kajmán-szigetek (193.) | 1. Bahama-szigetek (195.) 2. Aruba (200.) 3. Turks- és Caicos-szigetek (203.) 4. Amerikai Virgin-szigetek (207.) 5. Brit Virgin-szigetek (208.) 6. Anguilla (210.) | |

## Naptár
Az első forduló mérkőzéseit eredetileg 2020 októberében és novemberében játszották volna, de a Covid19-pandémia miatt 2021 márciusára és júniusára halasztották.
| Mérkőzés | Eredeti dátum      | Új dátum             |
| -------- | ------------------ | -------------------- |
| 2–4      | 2020. október 7.   | 2021. március 24.    |
| 1–3      | 2020. október 8.   | 2021. március 25.    |
| 5–2      | 2020. október 10.  | 2021. március 27.    |
| 4–1      | 2020. október 11.  | 2021. március 28–29. |
| 3–5      | 2020. október 13.  | 2021. március 30.    |
| 4–5      | 2020. november 11. | 2021. június 2.      |
| 2–3      | 2020. november 13. | 2021. június 4.      |
| 5–1      | 2020. november 14. | 2021. június 5.      |
| 3–4      | 2020. november 17. | 2021. június 8.      |
| 1–2      | 2020. november 17. | 2021. június 8.      |

## Csoportok

### A csoport
| Hely. | Csapat                   | M | Gy | D | V | G+ | G– | Gk  | P  | Továbbjutás                 |     | Salvador | Montserrat (sziget) | Antigua és Barbuda | Grenada | Amerikai Virgin-szigetek |
| ----- | ------------------------ | - | -- | - | - | -- | -- | --- | -- | --------------------------- | --- | -------- | ------------------- | ------------------ | ------- | ------------------------ |
| 1.    | Salvador                 | 4 | 3  | 1 | 0 | 13 | 1  | +12 | 10 | Továbbjutott a 2. fordulóba |     | —        | —                   | 3–0                | 2–0     | —                        |
| 2.    | Montserrat               | 4 | 2  | 2 | 0 | 9  | 4  | +5  | 8  |                             |     | 1–1      | —                   | —                  | —       | 4–0                      |
| 3.    | Antigua és Barbuda       | 4 | 2  | 1 | 1 | 6  | 5  | +1  | 7  |                             | —   | 2–2      | —                   | 1–0                | —       |                          |
| 4.    | Grenada                  | 4 | 1  | 0 | 3 | 2  | 5  | −3  | 3  |                             | —   | 1–2      | —                   | —                  | 1–0     |                          |
| 5.    | Amerikai Virgin-szigetek | 4 | 0  | 0 | 4 | 0  | 15 | −15 | 0  |                             | 0–7 | —        | 0–3                 | —                  | —       |                          |

| 2021. március 24. 18:00 (UTC−4) |

| Antigua és Barbuda    | 2–2               | Montserrat                  |
| --------------------- | ----------------- | --------------------------- |
| Kirwan 23' Bishop 45' | (2–2) Jegyzőkönyv | L. Taylor 7' (11-esből) 26' |

| Ergilio Hato Stadium, Willemstad (Curaçao) Nézőszám: 0 Játékvezető: Melvin Orlando Matamoros (hondurasi) |

| 2021. március 25. 20:25 (UTC−6) |

| Salvador              | 2–0               | Grenada |
| --------------------- | ----------------- | ------- |
| Mayen 23' Rugamas 46' | (1–0) Jegyzőkönyv |         |

| Estadio Cuscatlán, San Salvador Nézőszám: 250 Játékvezető: Kimbell Ward (St. Kitts és Nevis-i) |

| 2021. március 27. 19:00 (UTC−4) |

| Amerikai Virgin-szigetek | 0–3               | Antigua és Barbuda                    |
| ------------------------ | ----------------- | ------------------------------------- |
|                          | (0–3) Jegyzőkönyv | Byers 26' Griffith 34' (11-esből) 42' |

| Bethlehem Soccer Stadium, Upper Bethlehem Nézőszám: 0 Játékvezető: Trevester Richards (St. Kitts és Nevis-i) |

| 2021. március 28. 19:00 (UTC−4) |

| Montserrat    | 1–1               | Salvador   |
| ------------- | ----------------- | ---------- |
| L. Taylor 89' | (0–1) Jegyzőkönyv | Rugamas 4' |

| Ergilio Hato Stadium, Willemstad (Curaçao) Nézőszám: 0 Játékvezető: Ricangel de Leça (arubai) |

| 2021. március 30. 19:00 (UTC−4) |

| Grenada   | 1–0               | Amerikai Virgin-szigetek |
| --------- | ----------------- | ------------------------ |
| Lewis 33' | (1–0) Jegyzőkönyv |                          |

| Kirani James Athletic Stadium, St. George’s Nézőszám: 0 Játékvezető: Sherwin Johnson (guyanai) |

| 2021. június 2. 17:00 (UTC−4) |

| Montserrat                        | 4–0               | Amerikai Virgin-szigetek |
| --------------------------------- | ----------------- | ------------------------ |
| Pond 39' Ince 60' Clifton 66' 83' | (1–0) Jegyzőkönyv |                          |

| Estadio Panamericano, San Cristóbal (Dominikai Köztársaság) Nézőszám: 0 Játékvezető: Selvin Brown Chavarria (hondurasi) |

| 2021. június 4. 16:00 (UTC−4) |

| Antigua és Barbuda | 1–0               | Grenada |
| ------------------ | ----------------- | ------- |
| Browne 20'         | (1–0) Jegyzőkönyv |         |

| Sir Vivian Richards Stadium, North Sound Nézőszám: 400 Játékvezető: Francia González (mexikói) |

| 2021. június 5. 19:00 (UTC−4) |

| Amerikai Virgin-szigetek | 0–7               | Salvador                                                         |
| ------------------------ | ----------------- | ---------------------------------------------------------------- |
|                          | (0–2) Jegyzőkönyv | Monterrosa 23' 86' J. Portillo 30' Rugamas 78' 82' 90' Pérez 79' |

| Bethlehem Soccer Stadium, Upper Bethlehem Nézőszám: 150 Játékvezető: Ted Unkel (amerikai) |

| 2021. június 8. 19:00 (UTC−4) |

| Grenada   | 1–2               | Montserrat                   |
| --------- | ----------------- | ---------------------------- |
| Lewis 51' | (0–0) Jegyzőkönyv | L. Taylor 85' 87' (11-esből) |

| Kirani James Athletic Stadium, St. George’s Nézőszám: 50 Játékvezető: Adonai Escobedo (mexikói) |

| 2021. június 8. 19:05 (UTC−6) |

| Salvador                              | 3–0               | Antigua és Barbuda |
| ------------------------------------- | ----------------- | ------------------ |
| Zavaleta 40' Rugamas 68' Martinez 85' | (1–0) Jegyzőkönyv |                    |

| Estadio Cuscatlán, San Salvador Játékvezető: Keylor Herrera (Costa Rica-i) |

### B csoport
| Hely. | Csapat          | M | Gy | D | V | G+ | G– | Gk  | P  | Továbbjutás                 |      | Kanada | Suriname | Bermuda | Aruba | Kajmán-szigetek |
| ----- | --------------- | - | -- | - | - | -- | -- | --- | -- | --------------------------- | ---- | ------ | -------- | ------- | ----- | --------------- |
| 1.    | Kanada          | 4 | 4  | 0 | 0 | 27 | 1  | +26 | 12 | Továbbjutott a 2. fordulóba |      | —      | 4–0      | 5–1     | —     | —               |
| 2.    | Suriname        | 4 | 3  | 0 | 1 | 15 | 4  | +11 | 9  |                             |      | —      | —        | 6–0     | —     | 3–0             |
| 3.    | Bermuda         | 4 | 1  | 1 | 2 | 7  | 12 | −5  | 4  |                             | —    | —      | —        | 5–0     | 1–1   |                 |
| 4.    | Aruba           | 4 | 1  | 0 | 3 | 3  | 19 | −16 | 3  |                             | 0–7  | 0–6    | —        | —       | —     |                 |
| 5.    | Kajmán-szigetek | 4 | 0  | 1 | 3 | 2  | 18 | −16 | 1  |                             | 0–11 | —      | —        | 1–3     | —     |                 |

| 2021. március 24. 19:00 (UTC−3) |

| Suriname                                     | 3–0               | Kajmán-szigetek |
| -------------------------------------------- | ----------------- | --------------- |
| Pinas 22' Donk 38' (11-esből) G. Vlijter 76' | (2–0) Jegyzőkönyv |                 |

| Dr. Ir. Franklin Essed Stadion, Paramaribo Nézőszám: 500 Játékvezető: Jorge Pérez (mexikói) |

| 2021. március 25. 20:00 (UTC−4) |

| Kanada                                    | 5–1               | Bermuda      |
| ----------------------------------------- | ----------------- | ------------ |
| Larin 19' 27' 69' Laryea 53' Corbeanu 81' | (2–0) Jegyzőkönyv | Crichlow 63' |

| Exploria Stadium, Orlando (Egyesült Államok) Nézőszám: 0 Játékvezető: Armando Villareal (amerikai) |

| 2021. március 27. 20:00 (UTC−4) |

| Aruba | 0–6               | Suriname                                                           |
| ----- | ----------------- | ------------------------------------------------------------------ |
|       | (0–3) Jegyzőkönyv | Hasselbaink 19' 37' 55' Croes 27' (öngól) Jozefzoon 70' Alberg 74' |

| IMG Academy, Bradenton (Egyesült Államok) Nézőszám: 0 Játékvezető: Ismail Elfath (amerikai) |

| 2021. március 29. 18:00 (UTC−4) |

| Kajmán-szigetek | 0–11              | Kanada |
| --------------- | ----------------- | --- |
|                 | (0–6) Jegyzőkönyv | Sturing 6' Larin 13' Wotherspoon 25' Davies 27' (11-esből) 73' Kaye 32' 63' Johnston 44' Cavallini 68' 74' 76' |

| IMG Academy, Bradenton (Egyesült Államok) Nézőszám: 0 Játékvezető: Ted Unkel (amerikai) |

| 2021. március 30. 20:00 (UTC−4) |

| Bermuda                                            | 5–0               | Aruba |
| -------------------------------------------------- | ----------------- | ----- |
| Crichlow 36' 80' Bather 40' Leverock 57' Scott 64' | (2–0) Jegyzőkönyv |       |

| IMG Academy, Bradenton (Egyesült Államok) Nézőszám: 29 Játékvezető: Jaime Herrera Bonilla (salvadori) |

| 2021. június 2. 18:00 (UTC−4) |

| Kajmán-szigetek          | 1–3               | Aruba                         |
| ------------------------ | ----------------- | ----------------------------- |
| J. Ebanks 30' (11-esből) | (1–2) Jegyzőkönyv | John 40' 75' Groothusen 45+2' |

| IMG Academy, Bradenton (Egyesült Államok) Játékvezető: Luis Enrique Santander Aguirre (mexikói) |

| 2021. június 4. 19:00 (UTC−3) |

| Suriname                                        | 6–0               | Bermuda |
| ----------------------------------------------- | ----------------- | ------- |
| Becker 3' 36' Hasselbaink 15' 37' 65' Pinas 74' | (4–0) Jegyzőkönyv |         |

| Dr. Ir. Franklin Essed Stadion, Paramaribo Nézőszám: 0 Játékvezető: Mario Escobar (guatemalai) |

| 2021. június 5. 20:00 (UTC−4) |

| Aruba | 0–7               | Kanada                                                                                        |
| ----- | ----------------- | --------------------------------------------------------------------------------------------- |
|       | (0–3) Jegyzőkönyv | Cavallini 17' 45+2' Hoilett 20' (11-esből) Brault-Guillard 49' Davies 78' Larin 87' David 89' |

| IMG Academy, Bradenton (Egyesült Államok) Nézőszám: 45 Játékvezető: Marco Ortíz (mexikói) |

| 2021. június 8. 21:05 (UTC−4) |

| Bermuda  | 1–1               | Kajmán-szigetek |
| -------- | ----------------- | --------------- |
| Hall 65' | (0–1) Jegyzőkönyv | M. Ebanks 23'   |

| IMG Academy, Bradenton (Egyesült Államok) Nézőszám: 22 Játékvezető: Rubiel Vazquez (amerikai) |

| 2021. június 8. 20:05 (UTC−5) |

| Kanada                                  | 4–0               | Suriname |
| --------------------------------------- | ----------------- | -------- |
| Davies 37' David 59' 73' 77' (11-esből) | (1–0) Jegyzőkönyv |          |

| SeatGeek Stadium, Bridgeview (Egyesült Államok) Nézőszám: 0 Játékvezető: Nima Saghafi (amerikai) |

### C csoport
| Hely. | Csapat                                | M | Gy | D | V | G+ | G– | Gk  | P  | Továbbjutás                 |     | Curaçao | Guatemala | Kuba | Saint Vincent és a Grenadine-szigetek | Brit Virgin-szigetek |
| ----- | ------------------------------------- | - | -- | - | - | -- | -- | --- | -- | --------------------------- | --- | ------- | --------- | ---- | ------------------------------------- | -------------------- |
| 1.    | Curaçao                               | 4 | 3  | 1 | 0 | 15 | 1  | +14 | 10 | Továbbjutott a 2. fordulóba |     | —       | 0–0       | —    | 5–0                                   | —                    |
| 2.    | Guatemala                             | 4 | 3  | 1 | 0 | 14 | 0  | +14 | 10 |                             |     | —       | —         | 1–0  | 10–0                                  | —                    |
| 3.    | Kuba                                  | 4 | 2  | 0 | 2 | 7  | 3  | +4  | 6  |                             | 1–2 | —       | —         | —    | 5–0                                   |                      |
| 4.    | Saint Vincent és a Grenadine-szigetek | 4 | 1  | 0 | 3 | 3  | 16 | −13 | 3  |                             | —   | —       | 0–1       | —    | 3–0                                   |                      |
| 5.    | Brit Virgin-szigetek                  | 4 | 0  | 0 | 4 | 0  | 19 | −19 | 0  |                             | 0–8 | 0–3     | —         | —    | —                                     |                      |

| 2021. március 24. 18:00 (UTC−6) |

| Guatemala       | 1–0               | Kuba |
| --------------- | ----------------- | ---- |
| L. Martínez 59' | (0–0) Jegyzőkönyv |      |

| Estadio Doroteo Guamuch Flores, Guatemalaváros Játékvezető: Benjamin Pineda Avila (Costa Rica-i) |

| 2021. március 25. 18:00 (UTC−4) |

| Curaçao                                                | 5–0               | Saint Vincent és a Grenadine-szigetek |
| ------------------------------------------------------ | ----------------- | ------------------------------------- |
| J. Bacuna 1' 35' Van den Hurk 17' Antonia 45' Hooi 87' | (4–0) Jegyzőkönyv |                                       |

| Ergilio Hato Stadium, Willemstad Nézőszám: 0 Játékvezető: Ricangel de Leça (arubai) |

| 2021. március 27. 18:00 (UTC−4) |

| Brit Virgin-szigetek | 0–3               | Guatemala                             |
| -------------------- | ----------------- | ------------------------------------- |
|                      | (0–2) Jegyzőkönyv | Lom 21' Hernández 44' Betancourth 81' |

| Ergilio Hato Stadium, Willemstad (Curaçao) Nézőszám: 0 Játékvezető: Oscar Moncada (hondurasi) |

| 2021. március 28. 15:00 (UTC−6) |

| Kuba             | 1–2               | Curaçao                    |
| ---------------- | ----------------- | -------------------------- |
| O. Hernández 27' | (1–2) Jegyzőkönyv | L. Bacuna 11' Benschop 44' |

| Estadio Doroteo Guamuch Flores, Guatemalaváros (Guatemala) Nézőszám: 0 Játékvezető: Germán Stanley Martínez Miranda (salvadori) |

| 2021. március 30. 18:00 (UTC−4) |

| Saint Vincent és a Grenadine-szigetek | 3–0               | Brit Virgin-szigetek |
| ------------------------------------- | ----------------- | -------------------- |
| Anderson 10' Sam 20' Solomon 86'      | (2–0) Jegyzőkönyv |                      |

| Ergilio Hato Stadium, Willemstad (Curaçao) Nézőszám: 0 Játékvezető: Henry Bejarano (Costa Rica-i) |

| 2021. június 2. 15:30 (UTC−6) |

| Kuba                                                                 | 5–0               | Brit Virgin-szigetek |
| -------------------------------------------------------------------- | ----------------- | -------------------- |
| Paradela 33' O. Hernández 68' M. Reyes 76' Cavafe 80' D. Reyes 90+1' | (1–0) Jegyzőkönyv |                      |

| Estadio Doroteo Guamuch Flores, Guatemalaváros (Guatemala) Nézőszám: 0 Játékvezető: Jose Raul Torres Rivera (Puerto Ricó-i) |

| 2021. június 4. 16:00 (UTC−6) |

| Guatemala | 10–0              | Saint Vincent és a Grenadine-szigetek |
| --- | ----------------- | ------------------------------------- |
| Lom 2' Barrientos 12' Santis 16' Hernández 33' (11-esből) Gordillo 41' L. Martínez 52' Betancourth 66' Ceballos 79' (11-esből) Vargas 85' Méndez 89' | (5–0) Jegyzőkönyv |                                       |

| Estadio Doroteo Guamuch Flores, Guatemalaváros Nézőszám: 0 Játékvezető: Erick Moisés Lezama Pavón (nicaraguai) |

| 2021. június 5. 15:00 (UTC−6) |

| Brit Virgin-szigetek | 0–8               | Curaçao                                                                         |
| -------------------- | ----------------- | ------------------------------------------------------------------------------- |
|                      | (0–6) Jegyzőkönyv | Kuwas 7' Maria 9' 27' L. Bacuna 11' Benschop 18' (11-esből) 22' Gorré 57' 90+1' |

| Estadio El Trébol, Guatemalaváros (Guatemala) Nézőszám: 0 Játékvezető: William Anderson (Puerto Ricó-i) |

| 2021. június 8. 16:00 (UTC−4) |

| Saint Vincent és a Grenadine-szigetek | 0–1               | Kuba         |
| ------------------------------------- | ----------------- | ------------ |
|                                       | (0–0) Jegyzőkönyv | M. Reyes 64' |

| Kirani James Athletic Stadium, St. George’s (Grenada) Nézőszám: 50 Játékvezető: Fernando Guerrero Ramirez (mexikói) |

| 2021. június 8. 20:00 (UTC−4) |

| Curaçao | 0–0         | Guatemala |
| ------- | ----------- | --------- |
|         | Jegyzőkönyv |           |

| Ergilio Hato Stadium, Willemstad Nézőszám: 3000 Játékvezető: Armando Villareal (amerikai) |

### D csoport
| Hely. | Csapat                | M | Gy | D | V | G+ | G– | Gk  | P  | Továbbjutás                 |     | Panama | Dominikai Köztársaság | Barbados | Dominikai Közösség | Anguilla |
| ----- | --------------------- | - | -- | - | - | -- | -- | --- | -- | --------------------------- | --- | ------ | --------------------- | -------- | ------------------ | -------- |
| 1.    | Panama                | 4 | 4  | 0 | 0 | 19 | 1  | +18 | 12 | Továbbjutott a 2. fordulóba |     | —      | 3–0                   | 1–0      | —                  | —        |
| 2.    | Dominikai Köztársaság | 4 | 2  | 1 | 1 | 8  | 4  | +4  | 7  |                             |     | —      | —                     | 1–1      | 1–0                | —        |
| 3.    | Barbados              | 4 | 1  | 2 | 1 | 3  | 3  | 0   | 5  |                             | —   | —      | —                     | 1–1      | 1–0                |          |
| 4.    | Dominikai Közösség    | 4 | 1  | 1 | 2 | 5  | 4  | +1  | 4  |                             | 1–2 | —      | —                     | —        | 3–0                |          |
| 5.    | Anguilla              | 4 | 0  | 0 | 4 | 0  | 23 | −23 | 0  |                             | 0–1 | 0–6    | —                     | —        | —                  |          |

| 2021. március 24. 19:00 (UTC−4) |

| Dominikai Köztársaság | 1–0               | Dominikai Közösség |
| --------------------- | ----------------- | ------------------ |
| F. Núñez 52'          | (0–0) Jegyzőkönyv |                    |

| Félix Sánchez Olympic Stadium, Santo Domingo (Dominikai Köztársaság) Játékvezető: William Anderson (Puerto Ricó-i) |

| 2021. március 25. 20:00 (UTC−4) |

| Panama    | 1–0               | Barbados |
| --------- | ----------------- | -------- |
| Catuy 82' | (0–0) Jegyzőkönyv |          |

| Félix Sánchez Olympic Stadium, Santo Domingo (Dominikai Köztársaság) Játékvezető: Nima Saghafi (amerikai) |

| 2021. március 27. 18:00 (UTC−4) |

| Anguilla | 0–6               | Dominikai Köztársaság                                             |
| -------- | ----------------- | ----------------------------------------------------------------- |
|          | (0–3) Jegyzőkönyv | Romero 22' (11-esből) 27' Lorenzo 25' 46' Peralta 66' Espinal 75' |

| Inter Miami CF Stadium, Fort Lauderdale (Egyesült Államok) Játékvezető: Rubiel Vázquez (amerikai) |

| 2021. március 28. 16:00 (UTC−4) |

| Dominikai Közösség | 1–2               | Panama                         |
| ------------------ | ----------------- | ------------------------------ |
| Laville 82'        | (0–1) Jegyzőkönyv | Thomas 28' (öngól) Fajardo 85' |

| Félix Sánchez Olympic Stadium, Santo Domingo (Dominikai Köztársaság) Nézőszám: 1500 Játékvezető: Marco Antonio Ortíz Nava (mexikói) |

| 2021. március 30. 19:30 (UTC−4) |

| Barbados      | 1–0               | Anguilla |
| ------------- | ----------------- | -------- |
| Saimovici 81' | (0–0) Jegyzőkönyv |          |

| Félix Sánchez Olympic Stadium, Santo Domingo (Dominikai Köztársaság) Nézőszám: 0 Játékvezető: Diego Montaño Robles (mexikói) |

| 2021. június 2. 15:00 (UTC−4) |

| Dominikai Közösség                 | 3–0               | Anguilla |
| ---------------------------------- | ----------------- | -------- |
| Thomas 3' C. Bertrand 34' Wade 42' | (3–0) Jegyzőkönyv |          |

| Félix Sánchez Olympic Stadium, Santo Domingo (Dominikai Köztársaság) Nézőszám: 0 Játékvezető: Kimbell Ward (St. Kitts and Nevis-i) |

| 2021. június 4. 19:00 (UTC−4) |

| Dominikai Köztársaság | 1–1               | Barbados         |
| --------------------- | ----------------- | ---------------- |
| Rodríguez 90+2'       | (0–1) Jegyzőkönyv | Reid-Stephen 42' |

| Félix Sánchez Olympic Stadium, Santo Domingo (Dominikai Köztársaság) Nézőszám: 0 Játékvezető: Germán Stanley Martínez Miranda (salvadori) |

| 2021. június 5. 19:00 (UTC−5) |

| Anguilla | 0–13              | Panama |
| -------- | ----------------- | --- |
|          | (0–4) Jegyzőkönyv | Cooper 7' 18' Aguilar 31' Torres 35' (11-esből) 53' 70' 83' (11-esből) Smith 48' (öngól) Waterman 50' Camargo 58' Catuy 73' Quintero 84' Palacios 90' |

| Estadio Nacional Rod Carew, Panamaváros (Panama) Nézőszám: 5000 Játékvezető: Sergio Reyna (guatemalai) |

| 2021. június 8. 19:00 (UTC−4) |

| Barbados      | 1–1               | Dominikai Közösség |
| ------------- | ----------------- | ------------------ |
| Saimovici 48' | (0–0) Jegyzőkönyv | Wade 57'           |

| Félix Sánchez Olympic Stadium, Santo Domingo (Dominikai Köztársaság) Nézőszám: 0 Játékvezető: Jaime Herrera Bonilla (salvadori) |

| 2021. június 8. 20:00 (UTC−5) |

| Panama                             | 3–0               | Dominikai Köztársaság |
| ---------------------------------- | ----------------- | --------------------- |
| Godoy 8' Bárcenas 67' Waterman 86' | (1–0) Jegyzőkönyv |                       |

| Estadio Nacional Rod Carew, Panamaváros Nézőszám: 5674 Játékvezető: Walter López Castellanos (guatemalai) |

### E csoport
| Hely. | Csapat                    | M | Gy | D | V | G+ | G– | Gk  | P | Továbbjutás                 |      | Haiti | Nicaragua | Belize | Turks- és Caicos-szigetek | Saint Lucia |
| ----- | ------------------------- | - | -- | - | - | -- | -- | --- | - | --------------------------- | ---- | ----- | --------- | ------ | ------------------------- | ----------- |
| 1.    | Haiti                     | 3 | 3  | 0 | 0 | 13 | 0  | +13 | 9 | Továbbjutott a 2. fordulóba |      | —     | 1–0       | 2–0    | —                         | —           |
| 2.    | Nicaragua                 | 3 | 2  | 0 | 1 | 10 | 1  | +9  | 6 |                             |      | —     | —         | 3–0    | —                         | —           |
| 3.    | Belize                    | 3 | 1  | 0 | 2 | 5  | 5  | 0   | 3 |                             | —    | —     | —         | 5–0    | —                         |             |
| 4.    | Turks- és Caicos-szigetek | 3 | 0  | 0 | 3 | 0  | 22 | −22 | 0 |                             | 0–10 | 0–7   | —         | —      | —                         |             |
| 5.    | Saint Lucia               | 0 | 0  | 0 | 0 | 0  | 0  | 0   | 0 | Visszalépett                |      | —     | —         | —      | —                         | —           |

St. Lucia visszalépett a mérkőzések megkezdése előtt.
| 2021. március 25. 17:00 (UTC−4) |

| Haiti              | 2–0               | Belize |
| ------------------ | ----------------- | ------ |
| Adé 50' Séance 81' | (0–0) Jegyzőkönyv |        |

| Stade Sylvio Cator, Port-au-Prince Nézőszám: 300 Játékvezető: Walter López Castellanos (guatemalai) |

| 2021. március 27. 16:30 (UTC−4) |

| Turks- és Caicos-szigetek | 0–7               | Nicaragua                                                         |
| ------------------------- | ----------------- | ----------------------------------------------------------------- |
|                           | (0–3) Jegyzőkönyv | Barrera 3' 59' Smith 8' 45+2' Fletes 46' Forbes 78' Moldskred 87' |

| Estadio Panamericano, San Cristóbal (Dominikai Köztársaság) Játékvezető: William Anderson (Puerto Ricó-i) |

| 2021. március 30. 17:00 (UTC−4) |

| Belize                                                     | 5–0               | Turks- és Caicos-szigetek |
| ---------------------------------------------------------- | ----------------- | ------------------------- |
| Bernárdez 45+3' 48' August 47' Nembhard 81' McCaulay 90+1' | (1–0) Jegyzőkönyv |                           |

| Estadio Panamericano, San Cristóbal (Dominikai Köztársaság) Nézőszám: 0 Játékvezető: Nima Saghafi (amerikai) |

| 2021. június 4. 19:00 (UTC−6) |

| Nicaragua                             | 3–0               | Belize |
| ------------------------------------- | ----------------- | ------ |
| Rodríguez 25' Bonilla 46' Barrera 51' | (1–0) Jegyzőkönyv |        |

| Estadio Nacional, Managua Nézőszám: 13 000 Játékvezető: Nelson Salgado (hondurasi) |

| 2021. június 5. 15:00 (UTC−3) |

| Turks- és Caicos-szigetek | 0–10              | Haiti                                                           |
| ------------------------- | ----------------- | --------------------------------------------------------------- |
|                           | (0–5) Jegyzőkönyv | Nazon 27' 30' 34' 37' Antoine 42' 53' 83' Pierrot 75' 87' 90+2' |

| TCIFA National Academy, Providenciales Nézőszám: 0 Játékvezető: Diego Montaño Robles (mexikói) |

| 2021. június 8. 17:00 (UTC−4) |

| Haiti       | 1–0               | Nicaragua |
| ----------- | ----------------- | --------- |
| Etienne 63' | (0–0) Jegyzőkönyv |           |

| Stade Sylvio Cator, Port-au-Prince Nézőszám: 0 Játékvezető: Kevin Morrison (jamaicai) |

### F csoport
| Hely. | Csapat               | M | Gy | D | V | G+ | G– | Gk  | P | Továbbjutás                 |     | Saint Kitts és Nevis | Trinidad és Tobago | Puerto Rico | Guyana | Bahama-szigetek |
| ----- | -------------------- | - | -- | - | - | -- | -- | --- | - | --------------------------- | --- | -------------------- | ------------------ | ----------- | ------ | --------------- |
| 1.    | Saint Kitts és Nevis | 4 | 3  | 0 | 1 | 8  | 2  | +6  | 9 | Továbbjutott a 2. fordulóba |     | —                    | —                  | 1–0         | 3–0    | —               |
| 2.    | Trinidad és Tobago   | 4 | 2  | 2 | 0 | 6  | 1  | +5  | 8 |                             |     | 2–0                  | —                  | —           | 3–0    | —               |
| 3.    | Puerto Rico          | 4 | 2  | 1 | 1 | 10 | 2  | +8  | 7 |                             | —   | 1–1                  | —                  | —           | 7–0    |                 |
| 4.    | Guyana               | 4 | 1  | 0 | 3 | 4  | 8  | −4  | 3 |                             | —   | —                    | 0–2                | —           | 4–0    |                 |
| 5.    | Bahama-szigetek      | 4 | 0  | 1 | 3 | 0  | 15 | −15 | 1 |                             | 0–4 | 0–0                  | —                  | —           | —      |                 |

| 2021. március 24. 16:00 (UTC−4) |

| Saint Kitts és Nevis | 1–0               | Puerto Rico |
| -------------------- | ----------------- | ----------- |
| Nelson 42'           | (1–0) Jegyzőkönyv |             |

| Estadio Panamericano, San Cristóbal (Dominikai Köztársaság) Játékvezető: Randy Encarnacion Solano (Dominikai Köztársasági) |

| 2021. március 25. 19:00 (UTC−4) |

| Trinidad és Tobago                 | 3–0               | Guyana |
| ---------------------------------- | ----------------- | ------ |
| L. García 7' Bateau 15' Telfer 44' | (3–0) Jegyzőkönyv |        |

| Estadio Panamericano, San Cristóbal (Dominikai Köztársaság) Nézőszám: 70 Játékvezető: Marco Antonio Ortíz Nava (mexikói) |

| 2021. március 27. 19:00 (UTC−4) |

| Bahama-szigetek | 0–4               | Saint Kitts és Nevis                                     |
| --------------- | ----------------- | -------------------------------------------------------- |
|                 | (0–1) Jegyzőkönyv | Freeman 25' 65' Liburd 53' (11-esből) Sterling-James 82' |

| Thomas Robinson Stadium, Nassau Játékvezető: Óscar Macías Romo (mexikói) |

| 2021. március 28. 17:00 (UTC−4) |

| Puerto Rico   | 1–1               | Trinidad és Tobago |
| ------------- | ----------------- | ------------------ |
| R. Rivera 72' | (0–0) Jegyzőkönyv | Jones 54'          |

| Mayagüez Athletics Stadium, Mayagüez Nézőszám: 0 Játékvezető: Adonai Escobedo (mexikói) |

| 2021. március 30. 15:00 (UTC−4) |

| Guyana                                           | 4–0               | Bahama-szigetek |
| ------------------------------------------------ | ----------------- | --------------- |
| Vancooten 8' Daniel 54' Glasgow 75' Welshman 81' | (1–0) Jegyzőkönyv |                 |

| Félix Sánchez Olympic Stadium, Santo Domingo (Dominikai Köztársaság) Nézőszám: 0 Játékvezető: Sergio Reyna (guatemalai) |

| 2021. június 2. 19:30 (UTC−4) |

| Puerto Rico                                                                        | 7–0               | Bahama-szigetek |
| ---------------------------------------------------------------------------------- | ----------------- | --------------- |
| Díaz 3' R. Rivera 13' 43' (11-esből) Angking 31' Vega 62' Servania 66' Hayes 90+2' | (4–0) Jegyzőkönyv |                 |

| Mayagüez Athletics Stadium, Mayagüez Nézőszám: 1115 Játékvezető: Tori Penso (amerikai) |

| 2021. június 4. 16:00 (UTC−4) |

| Saint Kitts és Nevis                  | 3–0               | Guyana |
| ------------------------------------- | ----------------- | ------ |
| Freeman 9' (11-esből) 36' Sawyers 67' | (2–0) Jegyzőkönyv |        |

| Warner Park, Basseterre Nézőszám: 0 Játékvezető: Ricangel de Leça (arubai) |

| 2021. június 5. 17:00 (UTC−4) |

| Bahama-szigetek | 0–0         | Trinidad és Tobago |
| --------------- | ----------- | ------------------ |
|                 | Jegyzőkönyv |                    |

| Thomas Robinson Stadium, Nassau Nézőszám: 0 Játékvezető: Oliver Vergara (panamai) |

| 2021. június 8. 16:00 (UTC−4) |

| Guyana | 0–2               | Puerto Rico                          |
| ------ | ----------------- | ------------------------------------ |
|        | (0–2) Jegyzőkönyv | R. Rivera 12' Angking 25' (11-esből) |

| Warner Park, Basseterre (Saint Kitts and Nevis) Nézőszám: 0 Játékvezető: Ismael Cornejo Meléndez (salvadori) |

| 2021. június 8. 17:00 (UTC−4) |

| Trinidad és Tobago      | 2–0               | Saint Kitts és Nevis |
| ----------------------- | ----------------- | -------------------- |
| Muckette 36' Hyland 74' | (1–0) Jegyzőkönyv |                      |

| Félix Sánchez Olympic Stadium, Santo Domingo (Dominikai Köztársaság) Nézőszám: 0 Játékvezető: Randy Encarnacion Solano (Dominikai Köztársasági) |